# Analyse spatiale

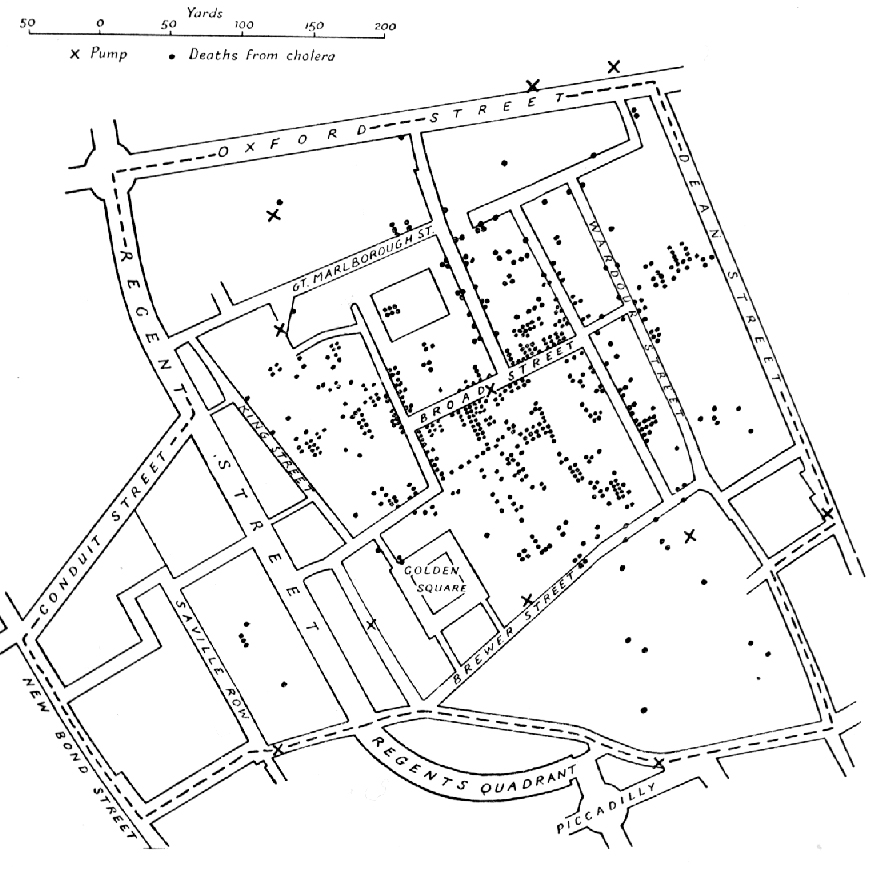
Carte des cas de choléra de l'épidémie de Broad Street (Londres, 1854).

L’analyse spatiale est une approche géographique qui étudie les localisations et les interactions spatiales en tant que composantes actives des fonctionnements sociétaux. Elle part du postulat selon lequel l'espace est un acteur organisé. C'est une science nomothétique, qui vise donc à proposer une approche modélisée de l'espace géographique en mettant en évidence des formes récurrentes d'organisation spatiales et des théories, notamment à travers diverses notions-clés : distance, réseaux, structure, situation… L'espace n'est donc pas seulement considéré comme un simple support, mais comme un élément décisif d'une organisation sociale.
Il s'agit de prendre en compte un ensemble complexe de données physiques et humaines pour analyser les distributions spatiales de divers phénomènes, en prenant garde de ne pas tomber dans le déterminisme strict. Les raisonnements d'analyse spatiale s'appuient beaucoup sur les données statistiques et sur des espaces isotropes (cela permet d'élaborer des théories qui sont ensuite appliquées à l'espace réel, par essence anisotrope, en tenant compte des particularités).
Depuis la généralisation des systèmes d'information géographiques, l'analyse spatiale dispose de nombreux outils pour interroger les configurations spatiales observées ou proposer des simulations d'organisation spatiale. Ils permettent ainsi de modifier les objets spatiaux, de mesurer les relations entre objets en fonction de leur distance, d'identifier des configurations spécifiques ou encore d'offrir de nombreuses méthodes d'interpolation spatiale. L'analyse spatiale peut alors conduire à des modélisations de type géostatistique.
De nombreux logiciels -comme GeoDa- existent désormais offrant des outils d'analyse spatiale à mettre en œuvre à partir de bases de données spatialisées.

## Historique
L’analyse spatiale est née de la compréhension des processus qui justifient la maîtrise de l’espace. Des stratégies spatiales sont menées depuis la Haute Antiquité, où les conquérants créaient des nouvelles villes. L’histoire de l’analyse spatiale est liée à la relation entre la géographie et l’étude des épidémies. Cette relation est connue depuis l’Antiquité, quand Hippocrate (480 a.C.) a réalisé une étude qui impliquait les lieux et l’apparition des maladies (Des airs, des eaux et des lieux).
C’est seulement à la fin du XVIIIe siècle que la connaissance géographique sera établie en tant que discipline scientifique et systématique. En 1768, le médecin écossais James Lind a publié An Essay on Diseases Incidental to Europeans in Hot Climates, livre dans lequel il a recherché des explications pour la distribution des maladies, en déterminant des zones géographiques spécifiques. Une autre étude classique est celui du médecin britannique John Snow. Il est considéré comme le créateur de l’épidémiologie moderne. En 1854, pendant l’épidémie de choléra de Londres, il a démontré que la transmission était causée par une pompe publique installée à Broad Street (en), à travers la distribution spatiale des cas de la maladie par une carte.
Au milieu du XIXe siècle, en Europe, et au XXe siècle dans les pays du Tiers monde, l’homme essaye toujours de comprendre et maîtriser l’espace, en cherchant à résoudre des problèmes liés aux phénomènes de l’urbanisation, économiques et humains (Bailly A.S., Guesnier B., Paelinck J.H.P., Sallez. A., 1995).
L'analyse spatiale se développe dans les années 1970 en réaction contre une tradition idiographique de la géographie, préoccupée d'illustrer et d'expliquer l'unicité de chaque lieu. L'analyse spatiale se pose comme une approche nomothétique, orientée par la recherche de modèles et de lois générales.

## Définitions

### Espace
La notion familière ou commune d’espace est liée à la géométrie, par laquelle elle s’est introduite couramment. Les mathématiciens se sont aperçus qu’il était possible de « généraliser » la géométrie, par exemple en éliminant des hypothèses superflues, ou en étudiant des propriétés conservées sous une forme continue. Cette topologie générale fut axiomatisée par Hausdorff en 1914, ce qui permit d’étudier des « espaces » très généraux.

### Espace géographique
L'espace géographique est un produit social qui projette au sol des rapports sociaux comme espace et rapport de parenté, espace et rapport ethniques, espace et rapport de production.
La géographie construit des espaces en fonction de ce qu'il veut mettre en valeur, cela permet d'expliquer ou d'analyser un objet précis. On peut classer ces espaces géographiques en trois groupes:
- Les espaces géographiques empiriques : qui est surtout descriptif, et synthétique car la démarche empirique englobe les nombres de caractéristiques possibles de la surface.
- Les espaces géographiques théoriques : sont souvent construits avec l'aide des concepts des autres disciplines.
- les espaces géographiques axiomatiques du futur. Ce genre d'espace nécessite l'utilisation de la mathématique comme langage de formalisation et une volonté de généralisation.

## Concepts en analyse spatiale
L’analyse spatiale est une étude formalisée de la configuration et des propriétés de l'espace produit et vécu par les sociétés humaines. Elle recouvre un ensemble de théories et de méthodes pour l'analyse et la mesure des effets de la situation géographique.
L’espace est un produit social, un objet d’une appropriation, le lieu du déploiement de stratégie de groupes, alors qu’il en même temps une réalité physique et qu’enfin il se modèle encore selon la perception qu’on en peut avoir. Il se définit par les relations entre les lieux qui s'établissent du fait des interactions entre les acteurs sociaux localisés. L’étude d’un espace doit se faire en deux temps :
- la reconnaissance des éléments constitutifs de l’espace : les localiser, les caractériser et les situer ;
- explication, détermination de chaque élément du système.

Le développement de théories et de modèles spécifiques s'appuie d'une part sur une position épistémologique qui suppose une certaine autonomie du fait spatial participant à l'organisation de la vie sociale, et d'autre part l'existence de lois ou de règles générales qui permettent d'expliquer, dans les distributions ou les systèmes géographiques, ce qui relève surtout de dispositions sociales, indépendamment de la variabilité des conditions offertes par les milieux naturels.
Les modèles de l'analyse spatiale peuvent résumer des structures des systèmes géographiques, qui en décrivent les configurations stables (modèles statiques), ou simuler les processus de la genèse et de l'évolution de ces systèmes (modèles dynamiques).
Les concepts de l'analyse spatiale visent ainsi à mettre en évidence cette « spatialisation » ou mise en espace de la surface de la terre par les sociétés humaines.

### Première loi de la géographie
Le concept clé pour comprendre et analyser les phénomènes spatiaux est la dépendance spatiale. C'est la première loi de la géographie formulée par Waldo Tobler : « Tout est en relation avec tout le reste, mais les choses proches le sont plus que les choses distantes ».

### Auto-corrélation spatiale
L'auto-corrélation spatiale désigne de façon générale l'existence d'une relation entre ressemblance et proximité des lieux. Elle implique donc une double définition d'un critère de ressemblance (ou de dissemblance), d'une part, et d'un critère de proximité (ou d'éloignement) d'autre part. On parle d'auto-corrélation spatiale positive lorsque les lieux proches se ressemblent plus que les lieux éloignés et d'auto-corrélation spatiale négative lorsque les lieux proches se ressemblent moins que les lieux éloignés. Enfin, l'auto-corrélation spatiale est nulle lorsqu'il n'existe pas de relation démontrable entre proximité et ressemblance.
L'auto-corrélation spatiale correspond donc du point de vue statistique au concept de la dépendance spatiale (à l'instar de l'auto-corrélation temporelle pour les séries chronologiques). Pour mesurer l’auto-corrélation spatiale d'un point de vue statistique, on utilise généralement l'indice de Geary (rapport entre la variance locale et la variance globale) ou l'indice de Moran (rapport entre la covariance locale et la variance globale). Ce dernier est le plus utilisé. Il peut être calculé globalement mais aussi localement à l'aide des indices locaux d'auto-corrélation spatiale (LISA) développés notamment à la suite des travaux de Luc Anselin.

### Interférence statistique pour les données spatiales
Selon CAMARA (2000), l’une des conséquences de la dépendance spatiale, c’est que l’interférence statistique dans ce type de données ne sera très efficace. C’est-à-dire, la dépendance spatiale amène une perte de pouvoir explicatif. Cela reflète en grandes variances d’estimations et des niveaux inférieures d’importance dans la vérification des hypothèses. Il faut considérer les données spatiales comme un procès statistique et non comme un ensemble d’échantillons indépendants.
La littérature fait état de différentes compréhensions du concept d’analyse spatiale. Tel que diffusé sur Hypergéo, encyclopédie électronique consacrée à l’épistémologie de la géographie, l’analyse spatiale permet de «mettre en évidence des structures et des formes d’organisation spatiales récurrentes ». Selon Bailey et Gatrell (1995), il est question d’analyse spatiale de données lorsque les données sont d’une part localisées dans l’espace et d’autre part que cette organisation spatiale est considérée importante, explicitement, dans l’analyse ou l’interprétation des résultats. En outre, le concept d’analyse spatiale s’articule autour de trois composantes :
- la visualisation qui permet de représenter les données spatiales ;
- l’ESDA qui permet d’explorer et de synthétiser les données afin de révéler des configurations spatiales particulières (patrons, relations spatiales) ;
- la modélisation spatiale tente d’expliquer les configurations par la spécification d’un modèle statistique et l’estimation des paramètres (étude de méthodes d'analyse spatiale et illustration à l'aide de micro-données urbaines de la grande région de Montréal. Catherine Morency département de génie civil, géologique et de mines école polytechnique de Montréal).

## Modèles d'analyse

### Économique
Il s'agit de recomposer le paysage économique par la localisation des activités. On peut prendre comme exemple le système urbains qui va mettre l'accent sur les éléments d'organisation de l'espace qui vont influencer sur les dynamiques des activités d'une ville.

### Géographique
Ces modèles sont surtout iconiques. Comme exemple : la courbe mathématique, l'hexagone comme polygone de Thiessen idéal, le plan en damier, représentation de la géomorphologie, formes structurelles et descriptives, modèles de diffusion associés au calcul et statistique, modèles de simulation, les graphes sagittaux, modèles pour la dissymétrie climatique zonale ou longitudinale, le fordisme ou la métropolisation,  ou bien d'autres formes de représentations.

## Modèles dans l'analyse spatiale

### Réseaux
Historique et les usages des réseaux : Le terme de réseau est utilisé par les sciences sociales dans le sens de liens entre individus et de la connexion de situations collectives et d’acteurs. Les réseaux peuvent avoir des représentations symboliques et idéologiques négativement ou positivement connotées (Bakis H., 1993). Encore selon Bakis (1993), pendant les années 1980, les usages du mot réseau sont liés aux infrastructures urbaines, il les appelle de réseaux techniques territoriaux. L’utilisation des réseaux comme méthode d’analyse a été une réponse aux besoins de communication des entreprises. La technique et le contrôle des réseaux territoriaux apparaissent dans la gestion du territoire et de l’aménagement dans les catégories d’assainissement, chemin de fer, navigation, eau, égouts, électricité, télécommunications, radio, etc.
- La localisation des voies de communication : Il existe deux types de déviations dans la théorie de la localisation. La première connotation est la déviation positive qui a été étudiée par un ingénieur de mines pour l’organisation du système de voies ferrées, au Mexique. Dans ce cas, l'ingénieur a constaté un problème d’optimisation entre la longueur de la voie ferrée et le montant du trafic. La deuxième, c'est la déviation négative, où il y a la nécessité de trouver un itinéraire plus court en minimisant la distance parcourue pour baisser les coûts des transports d’un produit expédié, comme, la construction des réseaux d’un port (Haggett, 1973).

- La densité des réseaux de voies : Pour comprendre les caractéristiques propres d’un réseau de voies, il faut les étudier à l’échelle locale, régionale et internationale. Le niveau local consiste analyser la densité des villes ou villages (zones urbaines et rurales) à travers le contage de tous les points de jonction sur la carte. C’est-à-dire, la densité du réseau est mesurée par le nombre d’intersections qui, dans une carte, peut montrer la répartition plus dense et la moins serrée. Le niveau régional consiste à mesurer et analyser la variation de la densité des routes en rapportant à la population et à la surface de chaque unité. Puis il faut proposer les densités réelles et les valeurs théoriques. L’hostilité du milieu, la concurrence entre le rail et la route, les localisations intermédiaires et les rapports avec l’ordre sont les quatre variables dans lesquelles le développement économique a lieu. Le niveau international consiste à comparer les densités des réseaux de pays différents, en utilisant les réseaux des voies de communication, densité par rapport à la population, densité des routes et réseaux de transport. Cela peut démontrer le développement et infrastructure d’un pays et permet faire une analyse en utilisant l’échelle de développement économique, démographique et technologique (Haggett, 1973).

### Nœuds
Ils désignent les points de jonction ou sommets du réseau. C’est le mot collectif pour pôles, villes, place centrales, hameaux, groupements de population. Les nœuds peuvent être identifiés aux niveaux de l’organisation régionale, de la macro-région et de la micro-région.

### Les hiérarchies
Le concept de hiérarchie spatiale a été illustré par des modèles complexes qui ont été élaborés par deux grands théoriciens allemands de la localisation, Walter Christaller et August Lösch.  La hiérarchie à indice fixe de Christaller (1933) : il a élaboré une série de hiérarchies en appliquant, sans distinction, les relations entre fermes et villages, villages et bourgs, bourgs et villes. Les hiérarchies à indice variable de Lösch (1954) a amélioré et élargi la formule du modèle christallérien. Le système de August Lösch fournit un schéma qui s’accorde à la réalité mieux que celui de Christaller. Son modèle résulte une distribution plus continue.

## Méthodes d'analyse spatiale

### Analyse par des données spatialisées
Il s'agit de la « géoréférencée » ou « géocodées ». Cette base de Géo-information est devenue une véritable géo-informatique, se servant du système d’information géographique (SIG) et une cartographie assistée par ordinateur. C’est sur ces données territoriales que vont se développer des modèles spatiaux.

### Description
Pour décrire, on a deux possibilités, soit employer la description de la localisation absolue : la cartographie pour localiser les éléments essentiels, soit les méthodes statistiques ou description relative donc mettre l’accent sur les relations entre les parties et les ensembles de l’organisation spatiale.

### Définition des régions
Très utilisé dans la géographie humaine, ce domaine vise à identifier des régions. Pour ce, on peut procéder par l’analyse qualitative ou encore par la méthode quantitatives comme les polygones de Thiessen connus aussi comme diagramme de Voronoï, les calculs de minimisation de distance, l’analyse discriminante et la théorie des graphes.

### Vérification des hypothèses
Après l’échec de l’enchaînement causal lieu-travail-société de Vidal de la Blache et des hypothèses d’orientation vers les sources d’approvisionnement de Weber, les géographes se sont lancés dans des collectes de fait.
Karl Popper (1959) a ensuite expliqué qu’une telle approche va à contre-courant de la démarche classique de la science.